# 弗雷澤山
弗雷澤山（英語：Mount Fraser），是南極洲的山峰，位於南喬治亞島南岸，處於諾沃斯爾斯基灣以北，海拔高度1,610米，由英國南極名稱諮詢委員會以該國動物學家命名，現時由英國海外領土管轄。